# 러빙 (2016년 영화)
《러빙》(Loving)은 2016년에 개봉한 실화 바탕 미국의 시대극 영화이다. 1967년 미국 러빙 대 버지니아 사건의 원고인 리처드, 밀드레드 러빙 부부의 이야기이다. 낸시 뷔어스키의 2011년 다큐멘터리 The Loving Story를 원작으로 한다. 제프 니컬스가 감독과 각본을 맡았다.

## 출연

### 주연
- 조엘 에저튼
- 루스 네가
- 마이클 섀넌
- 마튼 초카스

### 조연
- 닉 크롤
- 빌 캠프
- 샤론 블랙우드
- 데이비드 젠슨
- 알라노 밀러
- 마이클 애봇 주니어
- 크리스 그린
- 크리스토퍼 만
- 존 바스

## 기타
- 책임프로듀서: 자레드 골드먼
- 책임프로듀서: 브라이언 카나노프-존스
- 책임프로듀서: 잭 터너
- 공동제작: 윌 그린필드
- 사운드슈퍼바이저: 윌 파일스
- 미술: 채드 키스
- 세트: 애덤 윌리스
- 특수효과: 개리 필킨턴
- 분장: 줄리아 랄라스
- 의상: 에린 베내치
- 배역: 프랜신 마이슬러